# Llobregat
Llobregat (španělsky Río Llobregat) je řeka na severovýchodě Španělsku (Katalánsko). Je 150 km dlouhá.

## Průběh toku
Pramení ve Východních Pyrenejích. Protéká Katalánským pohořím. Ústí do Středozemního moře jižně od Barcelony.

## Vodní režim
Nejvyšší vodnosti dosahuje v zimě a nejnižších v létě.

## Využití
Na řece byly postaveny vodní elektrárny. Vodní doprava není možná. Na řece leží město Manresa.